# Thompson-Gletscher
Der Thompson-Gletscher ist ein Gletscher an der Banzare-Küste des ostantarktischen Wilkeslands. Er fließt in nördlicher Richtung zur Paulding Bay.
Der US-amerikanische Kartograph Gardner Dean Blodgett kartierte ihn 1955 anhand von Luftaufnahmen der Operation Highjump (1946–1947). Das Advisory Committee on Antarctic Names benannte ihn 1953 nach Egbert Dibblee Thompson (1822–1881), Midshipman der USS Peacock bei der United States Exploring Expedition (1838–1842) unter der Leitung von Charles Wilkes.